# Puchar Kontynentalny 2012/2013
16. edycja Pucharu Kontynentalnego odbył się na przełomie 2012 i 2013 roku.
Terminy etapów turnieju określono w czerwcu 2012 roku na spotkaniu w Budapeszcie. W edycji uczestniczyła drużyna mistrza Polski, Ciarko PBS Bank KH Sanok, która wystąpiła w III rundzie.

## Uczestnicy
| Runda       | Data                    | Grupa   | Miejsce                                     | Drużyna                                                                     |
| ----------- | ----------------------- | ------- | ------------------------------------------- | --------------------------------------------------------------------------- |
| Pierwsza    | 28-30 września 2012     | Grupa A | Vákár Lajos · Miercurea-Ciuc · Rumunia      | HSC Csíkszereda HK Vitez Belgrade Başkent Yıldızları Ankara Maccabi Metulla |
| Druga       | 21-23 października 2012 | Grupa B | Eisstadion Gutenbergweg · Landshut · Niemcy | EV Landshut Belfast Giants Eaters Geleen HSC Csíkszereda                    |
| Druga       | 21-23 października 2012 | Grupa C | Vaasa Arena · Vaasa · Finlandia             | Liepājas Metalurgs Miskolci JJSE Vaasan Sport Bejbarys Atyrau               |
| Trzecia     | 23-25 listopada 2012    | Grupa D | Palaonda · Bolzano · Włochy                 | Bolzano Foxes Herning Blue Fox Toros Nieftiekamsk EV Landshut               |
| Trzecia     | 23-25 listopada 2012    | Grupa E | Stavanger Ishall · Stavanger · Norwegia     | Mietałłurg Żłobin Stavanger Oilers Ciarko PBS Bank KH Sanok Bejbarys Atyrau |
| Super finał | 11-13 stycznia 2012     | Grupa F | Pałac Sportu Drużba · Donieck · Ukraina     | Dragons de Rouen Donbas Donieck Bolzano Foxes Mietałłurg Żłobin             |

## I runda

### Grupa A
| 28 września 2012 | Maccabi Metulla | 0:15 | HK Vitez Belgrad | Vákár Lajos, Miercurea-Ciuc |

| Szczegóły      | Szczegóły | Szczegóły       | Szczegóły | Szczegóły                     |
| -------------- | --------- | --------------- | --- | ----------------------------- |
| Godzina: 16:00 |           | (0:6, 0:6, 0:3) | 01:17 (EQ) N. Dunda 03:09 (EQ) B. Jankovic 05:41 (EQ) J. Sutic 10:42 (EQ) B. Jankovic 12:30 (EQ) I. Bogdanovic 17:19 (PP) B. Jankovic 21:04 (EQ) B. Jankovic 24:26 (PP) V. Ljutovac 27:28 (EQ) B. Jankovic 30:14 (EQ) U. Aleksic 32:56 (EQ) P. Milivojevic 39:22 (EQ) B. Ignjatovic 40:47 (EQ) M. Prokic 53:24 (EQ) P. Zivkovic 54:24 (EQ) B. Jankovic | Sędzia główny: Andrea Moschen |

| 28 września 2012 | Başkent Yıldızları Ankara | 0:15 | HSC Csíkszereda | Vákár Lajos, Miercurea-Ciuc |

| Szczegóły      | Szczegóły | Szczegóły       | Szczegóły | Szczegóły |
| -------------- | --------- | --------------- | --- | --------- |
| Godzina: 19:30 |           | (0:8, 0:2, 0:5) | 00:20 (EQ) L. Hurtaj 02:24 (EQ) S. Szocs 05:28 (PP) E. Moldován 09:39 (PP) E. Mihaly 12:03 (EQ) V. Novak 12:26 (EQ) S. Papp 14:23 (EQ) Z. Molnar 19:27 (EQ) V. Novak 32:04 (EQ) S. Szocs 35:17 (SH) Z. Molnar 50:23 (SH) D. Tranca 55:01 (EQ) A. Balint 57:43 (SH) E. Moldován 59:25 (EQ) O. Biro 59:58 (EQ) B. Flinta |           |

| 29 września 2012 | HK Vitez Belgrad | 1:6 | Başkent Yıldızları Ankara | Vákár Lajos, Miercurea-Ciuc |

| Szczegóły      | Szczegóły              | Szczegóły       | Szczegóły | Szczegóły                      |
| -------------- | ---------------------- | --------------- | --- | ------------------------------ |
| Godzina: 16:00 | B. Jankovic (EQ) 52:56 | (0:4, 0:1, 1:1) | 08:19 (PP2) J. Svacha 09:08 (PP) G. Tasdemir 10:45 (PP) D. Legersky 19:32 (EQ) D. Legersky 35:38 (EQ) P. Cicvarek 41:34 (PP2) M. Oravec | Sędzia główny: Miroslav Stefik |

| 29 września 2012 | HSC Csíkszereda | 15:0 | Maccabi Metulla | Vákár Lajos, Miercurea-Ciuc |

| Szczegóły      | Szczegóły | Szczegóły       | Szczegóły | Szczegóły                     |
| -------------- | --- | --------------- | --------- | ----------------------------- |
| Godzina: 19:30 | A. Balint (EQ) 02:01 P. Levente (EQ) 05:21 D. Tranca (EQ) 05:33 T. Farkas (EQ) 08:09 A. Balint (EQ) 11:19 B. Flinta (SH) 16:38 E. Kosa (EQ) 23:03 T. Farkas (PP) 26:48 S. Papp (PP) 29:46 Z. Molnar (EQ) 34:10 D. Tranca (SH) 38:25 E. Moldován 39:16 E. Moldován (EQ) 50:56 E. Moldován (EQ) 52:00 B. Flinta (EQ) 58:53 | (6:0, 6:0, 3:0) |           | Sędzia główny: Andrea Moschen |

| 30 września 2012 | Başkent Yıldızları Ankara | 13:1 | Maccabi Metulla | Vákár Lajos, Miercurea-Ciuc |

| Szczegóły      | Szczegóły | Szczegóły       | Szczegóły              | Szczegóły |
| -------------- | --- | --------------- | ---------------------- | --------- |
| Godzina: 16:00 | A. Kocoglu (SH) 04:28 M. Oravec (PP) 06:27 A. Kocoglu (EQ) 07:45 E. Tasboga (EQ) 09:35 M. Oravec (EQ) 24:10 A. Kocoglu (EQ) 25:59 M. Oravec (EQ) 27:58 A. Solak (EQ) 31:48 D. Legersky (EQ) 35:05 D. Legersky (EQ) 36:26 A. Kocoglu (EQ) 36:57 M. Oravec (EQ) 39:23 A. Kocoglu (EQ) 51:25 | (4:0, 8:0, 1:1) | 54:01 (EQ) M. Horowitz |           |

| 30 września 2012 | HSC Csíkszereda | 6:0 | HK Vitez Belgrad | Vákár Lajos, Miercurea-Ciuc |

| Szczegóły      | Szczegóły | Szczegóły       | Szczegóły | Szczegóły                      |
| -------------- | --- | --------------- | --------- | ------------------------------ |
| Godzina: 19:30 | T. Becze (EQ) 11:20 Z. Molnar (EQ) 22:30 S. Papp (PP) 23:05 E. Moldován (EQ) 24:10 D. Tranca (PP) 31:37 S. Szocs (EQ) 58:46 | (1:0, 4:0, 1:0) |           | Sędzia główny: Miroslav Stefik |

Lp. = lokata, M = liczba rozegranych spotkań, W = Wygrane, WpD = Wygrane po dogrywce lub karnych, PpD = Porażki po dogrywce lub karnych, P = Porażki, G+ = Gole strzelone, G- = Gole stracone, Pkt = Liczba zdobytych punktów
| Lp. | Zespół                    | M | W | WpD | PpD | P | G + | G - | +/- | Pkt |
| --- | ------------------------- | - | - | --- | --- | - | --- | --- | --- | --- |
| 1   | HSC Csíkszereda           | 3 | 3 | 0   | 0   | 0 | 36  | 0   | +36 | 9   |
| 2   | Başkent Yıldızları Ankara | 3 | 2 | 0   | 0   | 1 | 19  | 17  | +2  | 6   |
| 3   | HK Vitez Belgrad          | 3 | 1 | 0   | 0   | 2 | 16  | 12  | +4  | 3   |
| 4   | Maccabi Metulla           | 3 | 0 | 0   | 0   | 3 | 1   | 43  | -42 | 0   |

W turnieju grupy A zwyciężyła drużyna gospodarzy, HSC Csíkszereda i uzyskała awans do II rundy (grupa B).

## II runda

### Grupa B
Mecze II rundy grupy B odbędą się w dniach 19-21 października 2012 w Landshut w Niemczech.
| 19 października 2012 | Belfast Giants | 11:1 | Geleen Eaters | Eisstadion am Gutenbergweg, Landshut |

| Szczegóły      | Szczegóły | Szczegóły       | Szczegóły               | Szczegóły |
| -------------- | --- | --------------- | ----------------------- | --------- |
| Godzina: 16:00 | M. Garside (EQ) 02:49 C. Peacock (EQ) 03:04 N. Clarke (PP) 12:39 W. Colbert (EQ) 13:31 S. Champagne (EQ) 19:18 N. Clarke (SH) 28:39 A. Fournier (PP) 32:12 S. Champagne (EQ) 37:52 A. Keefe (EQ) 45:07 D. Phillips (EQ) 54:21 G. Roberts (EQ) 55:06 | (5:0, 3:0, 3:1) | 46:21 (EQ) M. Bruijsten |           |
| Godzina: 16:00 | 6 min |                 | 10 min                  |           |

| 19 października 2012 | EV Landshut | 2:0 | HSC Csíkszereda | Eisstadion am Gutenbergweg, Landshut |

| Szczegóły      | Szczegóły                                     | Szczegóły       | Szczegóły | Szczegóły   |
| -------------- | --------------------------------------------- | --------------- | --------- | ----------- |
| Godzina: 19:30 | C. Thornton (EQ) 00:20 C. Thornton (PP) 50:57 | (1:0, 0:0, 1:0) |           | Widzów: 852 |
| Godzina: 19:30 | 10 min                                        |                 | 10 min    | Widzów: 852 |

| 20 października 2012 | Geleen Eaters | 3:2 | HSC Csíkszereda | Eisstadion am Gutenbergweg, Landshut |

| Szczegóły      | Szczegóły                                                         | Szczegóły       | Szczegóły                                    | Szczegóły   |
| -------------- | ----------------------------------------------------------------- | --------------- | -------------------------------------------- | ----------- |
| Godzina: 16:00 | M. Bruijsten (EQ) 37:09 D. Burgess (EQ) 50:08 M. Looby (EQ) 59:04 | (0:0, 1:1, 2:1) | 26:31 (PP) J. Adorján 53:54 (EQ) E. Moldován | Widzów: 300 |
| Godzina: 16:00 | 32 min                                                            |                 | 8 min                                        | Widzów: 300 |

| 20 października 2012 | EV Landshut | 7:1 | Belfast Giants | Eisstadion am Gutenbergweg, Landshut |

| Szczegóły      | Szczegóły | Szczegóły       | Szczegóły               | Szczegóły |
| -------------- | --- | --------------- | ----------------------- | --------- |
| Godzina: 19:30 | C. Thornton (EQ) 03:11 P. Abstreiter (EQ) 16:42 P. Abstreiter (EQ) 19:20 S. Kronthaler (EQ) 23:29 B. Trew (EQ) 31:30 M. Davidek (EQ) 50:44 T. Brandl (EQ) 55:08 | (3:0, 2:1, 2:0) | 39:36 (EQ) S. Champagne |           |
| Godzina: 19:30 | 12 min |                 | 24 min                  |           |

| 21 października 2012 | Belfast Giants | 4:0 | HSC Csíkszereda | Eisstadion am Gutenbergweg, Landshut |

| Szczegóły      | Szczegóły                                                                                | Szczegóły       | Szczegóły | Szczegóły   |
| -------------- | ---------------------------------------------------------------------------------------- | --------------- | --------- | ----------- |
| Godzina: 14:00 | S. Roberts (EQ) 01:33 G. Stewart (SH) 34:38 C. Peacock (EQ) 36:16 A. Fournier (EQ) 59:39 | (1:0, 2:0, 1:0) |           | Widzów: 259 |
| Godzina: 14:00 | 8 min                                                                                    |                 | 10 min    | Widzów: 259 |

| 21 października 2012 | EV Landshut | 4:2 | Geleen Eaters | Eisstadion am Gutenbergweg, Landshut |

| Szczegóły      | Szczegóły                                                                               | Szczegóły       | Szczegóły                                     | Szczegóły   |
| -------------- | --------------------------------------------------------------------------------------- | --------------- | --------------------------------------------- | ----------- |
| Godzina: 18:00 | M. Brandl (PP) 20:58 P. Abstreiter (PP) 33:45 H. Smazal (EQ) 39:55 M. Brandl (EN) 59:27 | (0:1, 3:0, 1:1) | 11:12 (PP) D. Burgess 58:16 (PP) L. van Sloun | Widzów: 908 |
| Godzina: 18:00 | 8 min                                                                                   |                 | 22 min                                        | Widzów: 908 |

Lp. = lokata, M = liczba rozegranych spotkań, W = Wygrane, WpD = Wygrane po dogrywce lub karnych, PpD = Porażki po dogrywce lub karnych, P = Porażki, G+ = Gole strzelone, G- = Gole stracone, Pkt = Liczba zdobytych punktów
| Lp. | Zespół          | M | W | WpD | PpD | P | G + | G - | +/- | Pkt |
| --- | --------------- | - | - | --- | --- | - | --- | --- | --- | --- |
| 1   | EV Landshut     | 3 | 3 | 0   | 0   | 0 | 13  | 3   | +10 | 9   |
| 2   | Belfast Giants  | 3 | 2 | 0   | 0   | 1 | 16  | 8   | +8  | 6   |
| 3   | Geleen Eaters   | 3 | 1 | 0   | 0   | 2 | 6   | 17  | -11 | 3   |
| 4   | HSC Csíkszereda | 3 | 0 | 0   | 0   | 3 | 2   | 9   | -7  | 0   |

W turnieju grupy B zwyciężyła drużyna gospodarzy EV Landshut i uzyskała awans do trzeciej rundy (Grupa D).

### Grupa C
Mecze II rundy grupy C odbędą się w dniach 19-21 października 2012 w Vaasa w Finlandii.
| 19 października 2012 | Liepājas Metalurgs | 3:5 | Bejbarys Atyrau | Vaasa Arena, Vaasa |

| Szczegóły      | Szczegóły                                                            | Szczegóły       | Szczegóły | Szczegóły                                                                         |
| -------------- | -------------------------------------------------------------------- | --------------- | --- | --------------------------------------------------------------------------------- |
| Godzina: 14:00 | G. Skvorcovs (EQ) 00:47 E. Brancis (PP) 14:58 L. Bajaruns (PP) 28:11 | (2:1, 1:1, 0:3) | 10:28 (EQ) P. Akolzin 29:29 (EQ) A. Jegorow 43:43 (EQ) K. Sihvonen 57:53 (EQ) K. Sihvonen 58:47 (EN) K. Sihvonen | Widzów: 157 Sędzia główny: Andreas Harnebring Sędziowie liniowi: Jaakko Haltuunen |

| 19 października 2012 | Vaasan Sport | 11:1 | Miskolci JJSE | Vaasa Arena, Vaasa |

| Szczegóły      | Szczegóły | Szczegóły       | Szczegóły             | Szczegóły                                                       |
| -------------- | --- | --------------- | --------------------- | --------------------------------------------------------------- |
| Godzina: 18:30 | T. Pekkala (EQ) 11:13 J. Laaksonen (EQ) 11:54 T. Pekkala (EQ) 13:23 S. Virkkunen (EQ) 29:35 A. Kivelä (EQ) 31:03 J. Laaksonen (PP) 39:31 T. Pekkala (EQ) 42:44 A. Gröndahl (PP) 51:17 S. Virkkunen (EQ) 56:33 J. Iloviita (EQ) 58:07 T. Pekkala (EQ) 58:48 | (3:0, 3:0, 5:1) | 43:15 (PEN) M. Saluga | Sędzia główny: Robert Hallin Sędziowie liniowi: Samuli Niskanen |

| 20 października 2012 | Liepājas Metalurgs | 7:4 | Miskolci JJSE | Vaasa Arena, Vaasa |

| Szczegóły      | Szczegóły | Szczegóły       | Szczegóły                                                                    | Szczegóły                                                                                |
| -------------- | --- | --------------- | ---------------------------------------------------------------------------- | ---------------------------------------------------------------------------------------- |
| Godzina: 14:00 | L. Bajaruns (EQ) 05:03 L. Bajaruns (EQ) 09:38 A. Kuzmenkovs (EQ) 19:11 E. Brancis (EQ) 52:32 T. Zeltins (EQ) 53:05 G. Skvorcovs (EQ) 53:38 A. Kuzmenkovs (EQ) 56:07 | (3:3, 0:1, 4:0) | 01:55 (EQ) L. Ritó 03:41 (EQ) G. Nagy 17:38 (EQ) A. Rafaj 26:25 (EQ) B. Láda | Widzów: 185 Sędzia główny: Jens Gregersen Sędziowie liniowi: Jaakko Halttunen Juha Kumpu |
| Godzina: 14:00 | 2 min |                 | 6 min                                                                        | Widzów: 185 Sędzia główny: Jens Gregersen Sędziowie liniowi: Jaakko Halttunen Juha Kumpu |

| 20 października 2012 | Vaasan Sport | 4:5 | Bejbarys Atyrau | Vaasa Arena, Vaasa |

| Szczegóły      | Szczegóły                                                                       | Szczegóły       | Szczegóły | Szczegóły                                                                                   |
| -------------- | ------------------------------------------------------------------------------- | --------------- | --- | ------------------------------------------------------------------------------------------- |
| Godzina: 18:30 | E. Riska (PP) 08:20 T. Jalo (PP) 10:28 T. Jalo (PP) 15:53 T. Pekkala (PP) 23:46 | (3:0, 1:2, 0:3) | 22:50 (EQ) I. Akolzin 26:19 (PP) J. Antonow 41:41 (EQ) S. Ogorodnikow 52:17 (EQ) A. Zacharow 56:04 (SH) A. Riepkin | Widzów: 1553 Sędzia główny: Robert Hallin Sędziowie liniowi: Samuli Niskanen Teemu Riikonen |
| Godzina: 18:30 | 8 min                                                                           |                 | 55 min | Widzów: 1553 Sędzia główny: Robert Hallin Sędziowie liniowi: Samuli Niskanen Teemu Riikonen |

| 21 października 2012 | Bejbarys Atyrau | 4:0 | Miskolci JJSE | Vaasa Arena, Vaasa |

| Szczegóły      | Szczegóły                                                                                   | Szczegóły       | Szczegóły | Szczegóły                                                                                   |
| -------------- | ------------------------------------------------------------------------------------------- | --------------- | --------- | ------------------------------------------------------------------------------------------- |
| Godzina: 14:00 | M. Szarifianow (PP) 03:24 P. Akolzin (EQ) 20:56 A. Riepkin (PP) 23:27 P. Akolzin (PP) 28:33 | (1:0, 3:0, 0:0) |           | Widzów: 155 Sędzia główny: Jens Gregersen Sędziowie liniowi: Samuli Niskanen Teemu Riikonen |
| Godzina: 14:00 | 4 min                                                                                       |                 | 10 min    | Widzów: 155 Sędzia główny: Jens Gregersen Sędziowie liniowi: Samuli Niskanen Teemu Riikonen |

| 21 października 2012 | Vaasan Sport | 4:3 pd. | Liepājas Metalurgs | Vaasa Arena, Vaasa |

| Szczegóły      | Szczegóły                                                                                   | Szczegóły               | Szczegóły                                                       | Szczegóły                                                                                    |
| -------------- | ------------------------------------------------------------------------------------------- | ----------------------- | --------------------------------------------------------------- | -------------------------------------------------------------------------------------------- |
| Godzina: 18:30 | J. Laaksonen (EQ) 29:30 S. Virkkunen (EQ) 44:57 E. Riska (PP) 47:17 M. Piispanen (EQ) 62:53 | (0:1, 1:1, 2:1, d. 1:0) | 17:14 (PP) B. Zabis 21:14 (EQ) T. Zeltins 52:18 (PP) E. Brancis | Widzów: 873 Sędzia główny: Andreas Harnebring Sędziowie liniowi: Jaakko Haltuunen Juha Kumpu |
| Godzina: 18:30 | 51 min                                                                                      |                         | 41 min                                                          | Widzów: 873 Sędzia główny: Andreas Harnebring Sędziowie liniowi: Jaakko Haltuunen Juha Kumpu |

Lp. = lokata, M = liczba rozegranych spotkań, W = Wygrane, WpD = Wygrane po dogrywce lub karnych, PpD = Porażki po dogrywce lub karnych, P = Porażki, G+ = Gole strzelone, G- = Gole stracone, Pkt = Liczba zdobytych punktów
| Lp. | Zespół             | M | W | WpD | PpD | P | G + | G - | +/- | Pkt |
| --- | ------------------ | - | - | --- | --- | - | --- | --- | --- | --- |
| 1   | Bejbarys Atyrau    | 3 | 3 | 0   | 0   | 0 | 14  | 7   | +7  | 9   |
| 2   | Vaasan Sport       | 3 | 2 | 0   | 0   | 1 | 19  | 9   | +10 | 6   |
| 3   | Liepājas Metalurgs | 3 | 1 | 0   | 0   | 2 | 13  | 13  | 0   | 3   |
| 4   | Miskolci JJSE      | 3 | 0 | 0   | 0   | 3 | 5   | 22  | -17 | 0   |

W turnieju grupy C zwyciężyła drużyna Bejbarys Atyrau i uzyskała awans do III rundy (Grupa E).

## III runda - półfinały

### Grupa D
Mecze III rundy grupy D odbędą się w dniach 23-25 listopada 2012 w Bolzano we Włoszech.
| 23 listopada 2012 | Toros Nieftiekamsk | 2:1 | EV Landshut | Palaonda, Bolzano |

| Szczegóły      | Szczegóły                                      | Szczegóły       | Szczegóły             | Szczegóły                                                                       |
| -------------- | ---------------------------------------------- | --------------- | --------------------- | ------------------------------------------------------------------------------- |
| Godzina: 17:00 | W. Kamieniew (EQ) 08:18 S. Salnikow (EQ) 59:38 | (1:0, 0:0, 1:1) | 55:19 (EQ) M. Davidek | Widzów: 1000 Sędzia główny: Balodis, Meszynski Sędziowie liniowi: Manfroi, Mori |
| Godzina: 17:00 | 0 min kar                                      |                 | 0 min kar             | Widzów: 1000 Sędzia główny: Balodis, Meszynski Sędziowie liniowi: Manfroi, Mori |

| 23 listopada 2012 | Bolzano Foxes | 3:2 | Herning Blue Fox | Palaonda, Bolzano |

| Szczegóły      | Szczegóły                                                   | Szczegóły       | Szczegóły                                   | Szczegóły                                                                           |
| -------------- | ----------------------------------------------------------- | --------------- | ------------------------------------------- | ----------------------------------------------------------------------------------- |
| Godzina: 20:30 | R. Flynn (EQ) 22:27 M. Sharp (PP) 41:46 M. Sharp (EQ) 45:06 | (0:1, 1:0, 2:1) | 00:39 (PP) L. S Lassen 52:12 (PP) J. Linnet | Widzów: 3100 Sędzia główny: Bergamelli, Minar Sędziowie liniowi: Beltarini, Lazzeri |
| Godzina: 20:30 | ? min kar                                                   |                 | ? min kar                                   | Widzów: 3100 Sędzia główny: Bergamelli, Minar Sędziowie liniowi: Beltarini, Lazzeri |

| 24 listopada 2012 | Herning Blue Fox | 1:3 | Toros Nieftiekamsk | Palaonda, Bolzano |

| Szczegóły      | Szczegóły              | Szczegóły       | Szczegóły                                                              | Szczegóły                                                                     |
| -------------- | ---------------------- | --------------- | ---------------------------------------------------------------------- | ----------------------------------------------------------------------------- |
| Godzina: 17:00 | L. S Lassen (PP) 24:14 | (0:1, 1:0, 0:2) | 02:44 (EQ) K. Bogdanowski 41:07 (EQ) M. Frołow 57:01 (EQ) A. Stiepanow | Widzów: 1050 Sędzia główny: Lüthcke, Hicks Sędziowie liniowi: Waldejer, Flåen |
| Godzina: 17:00 | ? min kar              |                 | ? min kar                                                              | Widzów: 1050 Sędzia główny: Lüthcke, Hicks Sędziowie liniowi: Waldejer, Flåen |

| 24 listopada 2012 | EV Landshut | 0:2 | Bolzano Foxes | Palaonda, Bolzano |

| Szczegóły      | Szczegóły | Szczegóły       | Szczegóły                                         | Szczegóły                                                                             |
| -------------- | --------- | --------------- | ------------------------------------------------- | ------------------------------------------------------------------------------------- |
| Godzina: 20:30 |           | (0:0, 0:0, 0:2) | 48:06 (EQ) M. McCutcheon 59:35 (EN) M. McCutcheon | Widzów: 5000 Sędzia główny: Balodis, Bergamelli Sędziowie liniowi: Bettarini, Manfroi |
| Godzina: 20:30 | ? min kar |                 | ? min kar                                         | Widzów: 5000 Sędzia główny: Balodis, Bergamelli Sędziowie liniowi: Bettarini, Manfroi |

| 25 listopada 2012 | Herning Blue Fox | 4:0 | EV Landshut | Palaonda, Bolzano |

| Szczegóły      | Szczegóły                                                                                   | Szczegóły       | Szczegóły | Szczegóły                                                                           |
| -------------- | ------------------------------------------------------------------------------------------- | --------------- | --------- | ----------------------------------------------------------------------------------- |
| Godzina: 16:00 | L. S Lassen 00:19 (EQ) A. H Poulsen (EQ) 12:21 L. S Lassen 24:09 (EQ) R. Nielsen (PP) 30:43 | (2:0, 2:0, 0:0) |           | Widzów: 751 Sędzia główny: Balodis, Meszynski Sędziowie liniowi: Bettarini, Manfroi |
| Godzina: 16:00 | ? min kar                                                                                   |                 | ? min kar | Widzów: 751 Sędzia główny: Balodis, Meszynski Sędziowie liniowi: Bettarini, Manfroi |

| 25 listopada 2012 | Bolzano Foxes | 3:2 pd. | Toros Nieftiekamsk | Palaonda, Bolzano |

| Szczegóły      | Szczegóły                                                         | Szczegóły            | Szczegóły                                        | Szczegóły                                                                      |
| -------------- | ----------------------------------------------------------------- | -------------------- | ------------------------------------------------ | ------------------------------------------------------------------------------ |
| Godzina: 19:30 | M. Insam (PP) 15:06 M. Gander (PP) 56:58 M. McCutcheon (EQ) 64:35 | (1:0, 0:1, 1:1, 1:0) | 32:06 (EQ) S. Sientiurin 52:50 (EQ) W. Kamieniew | Widzów: 4300 Sędzia główny: Bergamelli, Minar Sędziowie liniowi: Lazzeri, Mori |
| Godzina: 19:30 | ? min kar                                                         |                      | ? min kar                                        | Widzów: 4300 Sędzia główny: Bergamelli, Minar Sędziowie liniowi: Lazzeri, Mori |

Lp. = lokata, M = liczba rozegranych spotkań, W = Wygrane, WpD = Wygrane po dogrywce lub karnych, PpD = Porażki po dogrywce lub karnych, P = Porażki, G+ = Gole strzelone, G- = Gole stracone, Pkt = Liczba zdobytych punktów
| Lp. | Zespół             | M | W | WpD | PpD | P | G + | G - | +/- | Pkt |
| --- | ------------------ | - | - | --- | --- | - | --- | --- | --- | --- |
| 1   | Bolzano Foxes      | 3 | 2 | 1   | 0   | 0 | 8   | 4   | +4  | 8   |
| 2   | Toros Nieftiekamsk | 3 | 2 | 0   | 1   | 0 | 7   | 5   | +2  | 7   |
| 3   | Herning Blue Fox   | 3 | 1 | 0   | 0   | 2 | 7   | 6   | +1  | 3   |
| 4   | EV Landshut        | 3 | 0 | 0   | 0   | 3 | 1   | 8   | -7  | 0   |

W turnieju grupy D zwyciężyła drużyna Bolzano Foxes i uzyskała awans do Superfinału (Grupa F).

### Grupa E
Mecze III rundy grupy E odbyły się w dniach 23-25 listopada 2012 w Stavanger w Norwegii.
| 23 listopada 2012 | Mietałłurg Żłobin | 3:0 | Bejbarys Atyrau | DNB Arena, Stavanger |

| Szczegóły      | Szczegóły                                                        | Szczegóły       | Szczegóły | Szczegóły                                                               |
| -------------- | ---------------------------------------------------------------- | --------------- | --------- | ----------------------------------------------------------------------- |
| Godzina: 16:00 | A. Jeremin 14:51 (EQ) A. Pulwer 31:28 (EQ) N. Remezow 33:06 (EQ) | (1:0, 2:0, 0:0) |           | Widzów: 150 Sędzia główny: Owe Lüthcke Sędziowie liniowi: Jacob Grumsen |
| Godzina: 16:00 | 12 min.                                                          |                 | 34 min.   | Widzów: 150 Sędzia główny: Owe Lüthcke Sędziowie liniowi: Jacob Grumsen |

| 23 listopada 2012 | Ciarko PBS Bank KH Sanok | 4:7 | Stavanger Oilers | DNB Arena, Stavanger |

| Szczegóły      | Szczegóły                                                                               | Szczegóły       | Szczegóły | Szczegóły                                                                  |
| -------------- | --------------------------------------------------------------------------------------- | --------------- | --- | -------------------------------------------------------------------------- |
| Godzina: 20:00 | M. Vozdecký 23:09 (EQ) P. Mojžíš 31:39 (EQ) M. Vozdecký 38:18 (EQ) P. Bartoš 47:58 (EQ) | (0:2, 3:4, 1:1) | 06:17 (EQ) Ch.D. Andersen 10:31 (EQ) L.A. David 31:11 (EQ) M. Brandasu 33:37 (EQ) D. Kissel 35:19 (PP) L.A. David 37:30 (PP) J.-P. Loikas 58:20 (EN) Ch.D. Andersen | Widzów: 1 444 Sędzia główny: Markus Brill Sędziowie liniowi: Michael Hicks |
| Godzina: 20:00 | 8 min.                                                                                  |                 | 4 min. | Widzów: 1 444 Sędzia główny: Markus Brill Sędziowie liniowi: Michael Hicks |

| 24 listopada 2012 | Ciarko PBS Bank KH Sanok | 3:5 | Mietałłurg Żłobin | DNB Arena, Stavanger |

| Szczegóły      | Szczegóły                                                      | Szczegóły       | Szczegóły | Szczegóły                                                               |
| -------------- | -------------------------------------------------------------- | --------------- | --- | ----------------------------------------------------------------------- |
| Godzina: 14:00 | M. Biały 11:53 (EQ) W. Wolski 17:11 (PP2) W. Wolski 27:10 (EQ) | (2:0, 1:3, 0:2) | 25:35 (EQ) N. Remezow 31:11 (EQ) K. Baranow 38:18 (EQ) I. Szynkiewicz 52:02 (EQ) A. Pulwer 57:42 (EQ) A. Jeremin | Widzów: 217 Sędzia główny: Owe Lüthcke Sędziowie liniowi: Michael Hicks |
| Godzina: 14:00 | 14 min.                                                        |                 | 8 min. | Widzów: 217 Sędzia główny: Owe Lüthcke Sędziowie liniowi: Michael Hicks |

| 24 listopada 2012 | Stavanger Oilers | 3:2 pd. | Bejbarys Atyrau | DNB Arena, Stavanger |

| Szczegóły      | Szczegóły                                                          | Szczegóły               | Szczegóły                                      | Szczegóły                                                                  |
| -------------- | ------------------------------------------------------------------ | ----------------------- | ---------------------------------------------- | -------------------------------------------------------------------------- |
| Godzina: 18:00 | T. Boxill 09:46 (EQ) M. Strandfeldt 31:39 (PP) T. Kunes 62:11 (PP) | (2:1, 0:0, 0:1, d. 1:0) | 05:45 (EQ) A. Zacharow 59:56 (PP) A. Dolisznia | Widzów: 1 254 Sędzia główny: Markus Brill Sędziowie liniowi: Jacob Grumsen |
| Godzina: 18:00 | 22 min.                                                            |                         | 30 min.                                        | Widzów: 1 254 Sędzia główny: Markus Brill Sędziowie liniowi: Jacob Grumsen |

| 25 listopada 2012 | Bejbarys Atyrau | 5:1 | Ciarko PBS Bank KH Sanok | DNB Arena, Stavanger |

| Szczegóły      | Szczegóły | Szczegóły       | Szczegóły            | Szczegóły                                                               |
| -------------- | --- | --------------- | -------------------- | ----------------------------------------------------------------------- |
| Godzina: 14:00 | S. Ogorodnikow 05:01 (PP2) A. Zacharow 13:14 (EQ) V. Bílek 17:48 (EQ) A. Zubkow 33:51 (PP2) I. Gułakow 37:35 (EQ) | (3:1, 2:0, 0:0) | 08:34 (EQ) W. Wolski | Widzów: 250 Sędzia główny: Michael Hicks Sędziowie liniowi: Owe Lüthcke |
| Godzina: 14:00 | 8 min. |                 | 18 min.              | Widzów: 250 Sędzia główny: Michael Hicks Sędziowie liniowi: Owe Lüthcke |

| 25 listopada 2012 | Stavanger Oilers | 3:4 pk. | Mietałłurg Żłobin | DNB Arena, Stavanger |

| Szczegóły      | Szczegóły                                                                 | Szczegóły                       | Szczegóły                                                                               | Szczegóły                                                                  |
| -------------- | ------------------------------------------------------------------------- | ------------------------------- | --------------------------------------------------------------------------------------- | -------------------------------------------------------------------------- |
| Godzina: 18:00 | D. Kissel (EQ) 09:59 Ch. D. Andersen (EQ) 30:18 M. Strandfeldt (PP) 40:35 | (1:2, 1:0, 1:1, d. 0:0, k. 0:2) | 06:03 (PP) D. Igoszyn 06:27 (EQ) K. Nemirko 59:20 (PP) D. Igoszyn 65:00 (PS) K. Baranow | Widzów: 1 480 Sędzia główny: Markus Brill Sędziowie liniowi: Jacob Grumsen |
| Godzina: 18:00 | 20 min.                                                                   |                                 | 10 min.                                                                                 | Widzów: 1 480 Sędzia główny: Markus Brill Sędziowie liniowi: Jacob Grumsen |

Lp. = lokata, M = liczba rozegranych spotkań, W = Wygrane, WpD = Wygrane po dogrywce lub karnych, PpD = Porażki po dogrywce lub karnych, P = Porażki, G+ = Gole strzelone, G- = Gole stracone, Pkt = Liczba zdobytych punktów
| Lp. | Zespół                   | M | W | WpD | PpD | P | G + | G - | +/- | Pkt |
| --- | ------------------------ | - | - | --- | --- | - | --- | --- | --- | --- |
| 1   | Mietałłurg Żłobin        | 3 | 2 | 1   | 0   | 0 | 12  | 6   | +6  | 8   |
| 2   | Stavanger Oilers         | 3 | 1 | 1   | 1   | 0 | 13  | 10  | +3  | 6   |
| 3   | Bejbarys Atyrau          | 3 | 1 | 0   | 1   | 1 | 7   | 7   | 0   | 4   |
| 4   | Ciarko PBS Bank KH Sanok | 3 | 0 | 0   | 0   | 3 | 8   | 17  | -9  | 0   |

W turnieju grupy E zwyciężyła drużyna Mietałłurga Żłobin i uzyskała awans do Superfinału (Grupa F).

## Superfinał - grupa F
Superfinał został rozegrany w dniach 11-13 stycznia 2013 w Doniecku na Ukrainie.
| 11 stycznia 2013 | Dragons de Rouen | 6:1 | Bolzano Foxes | Pałac Sportu Drużba, Donieck |

| Szczegóły      | Szczegóły | Szczegóły       | Szczegóły            | Szczegóły                                                                     |
| -------------- | --- | --------------- | -------------------- | ----------------------------------------------------------------------------- |
| Godzina: 13:30 | M.-A. Thinel 14:00 (PP) J. Desrosiers 16:36 (EQ) D. Fredriksson 20:52 (PP) F.-P. Guenette 27:46 (PP) L. Benoit 30:32 (EQ) F.-P. Guenette 57:18 (EQ) | (2:0, 3:1, 1:0) | 52:03 (EQ) M. Gander | Widzów: 1572 Sędzia główny: Brent Reiber Sędziowie liniowi: Marcus Vinnerborg |
| Godzina: 13:30 | 10 min. |                 | 20 min.              | Widzów: 1572 Sędzia główny: Brent Reiber Sędziowie liniowi: Marcus Vinnerborg |

| 11 stycznia 2013 | Donbas Donieck | 1:0 | Mietałłurg Żłobin | Pałac Sportu Drużba, Donieck |

| Szczegóły      | Szczegóły             | Szczegóły       | Szczegóły | Szczegóły                                                                       |
| -------------- | --------------------- | --------------- | --------- | ------------------------------------------------------------------------------- |
| Godzina: 17:30 | J. Dadonow 26:46 (EQ) | (0:0, 1:0, 0:0) |           | Widzów: 3871 Sędzia główny: Robert Mullner Sędziowie liniowi: Daniel Piechaczek |
| Godzina: 17:30 | 6 min.                |                 | 14 min.   | Widzów: 3871 Sędzia główny: Robert Mullner Sędziowie liniowi: Daniel Piechaczek |

| 12 stycznia 2013 | Dragons de Rouen | 1:3 | Mietałłurg Żłobin | Pałac Sportu Drużba, Donieck |

| Szczegóły      | Szczegóły                 | Szczegóły       | Szczegóły                                                        | Szczegóły                                                                       |
| -------------- | ------------------------- | --------------- | ---------------------------------------------------------------- | ------------------------------------------------------------------------------- |
| Godzina: 13:30 | F.-P. Guénette 56:48 (EQ) | (0:0, 0:3, 1:0) | 23:32 (EQ) K. Brikun 24:57 (EQ) A. Jeremin 39:01 (SH) N. Remezow | Widzów: 1374 Sędzia główny: Robert Mullner Sędziowie liniowi: Marcus Vinnerborg |
| Godzina: 13:30 | 4 min.                    |                 | 10 min.                                                          | Widzów: 1374 Sędzia główny: Robert Mullner Sędziowie liniowi: Marcus Vinnerborg |

| 12 stycznia 2013 | Bolzano Foxes | 0:3 | Donbas Donieck | Pałac Sportu Drużba, Donieck |

| Szczegóły      | Szczegóły | Szczegóły       | Szczegóły                                               | Szczegóły                                                                     |
| -------------- | --------- | --------------- | ------------------------------------------------------- | ----------------------------------------------------------------------------- |
| Godzina: 17:30 |           | (0:1, 0:1, 0:1) | 16:31 (EQ) L. Kašpar 37:49 D. Koczetkow 56:21 C. Wilson | Widzów: 3928 Sędzia główny: Brent Reiber Sędziowie liniowi: Daniel Piechaczek |

| 13 stycznia 2013 | Mietałłurg Żłobin | 1:0 pk. | Bolzano Foxes | Pałac Sportu Drużba, Donieck |

| Szczegóły      | Szczegóły                | Szczegóły                 | Szczegóły | Szczegóły                                                                          |
| -------------- | ------------------------ | ------------------------- | --------- | ---------------------------------------------------------------------------------- |
| Godzina: 13:30 | A. Jefimienko 65:00 (SO) | (0:0, 0:0, 0:0, 0:0, 1:0) |           | Widzów: 1157 Sędzia główny: Marcus Vinnerborg Sędziowie liniowi: Daniel Piechaczek |
| Godzina: 13:30 | 4 min.                   |                           | 8 min.    | Widzów: 1157 Sędzia główny: Marcus Vinnerborg Sędziowie liniowi: Daniel Piechaczek |

| 13 stycznia 2013 | Donbas Donieck | 7:1 | Dragons de Rouen | Pałac Sportu Drużba, Donieck |

| Szczegóły      | Szczegóły | Szczegóły       | Szczegóły                 | Szczegóły                                                                  |
| -------------- | --- | --------------- | ------------------------- | -------------------------------------------------------------------------- |
| Godzina: 17:30 | S. Warłamow 01:54 (PP) T. Kiiskinen 19:47 (EQ) C. Wilson 26:29 (PP2) T. Kiiskinen 27:53 (PP) S. Warłamow 29:22 (PP) S. Pierietiagin 41:46 (EQ) P. Podhradský 55:25 (EQ) | (2:1, 3:0, 2:0) | 09:57 (EQ) D. Fredriksson | Widzów: 3950 Sędzia główny: Robert Mullner Sędziowie liniowi: Brent Reiber |
| Godzina: 17:30 | 10 min. |                 | 10 min.                   | Widzów: 3950 Sędzia główny: Robert Mullner Sędziowie liniowi: Brent Reiber |

Lp. = lokata, M = liczba rozegranych spotkań, W = Wygrane, WpD = Wygrane po dogrywce lub karnych, PpD = Porażki po dogrywce lub karnych, P = Porażki, G+ = Gole strzelone, G- = Gole stracone, Pkt = Liczba zdobytych punktów
| Lp. | Zespół            | M | W | WpD | PpD | P | G + | G - | +/- | Pkt |
| --- | ----------------- | - | - | --- | --- | - | --- | --- | --- | --- |
| 1   | Donbas Donieck    | 3 | 3 | 0   | 0   | 0 | 11  | 1   | +10 | 9   |
| 2   | Mietałłurg Żłobin | 3 | 2 | 0   | 0   | 1 | 4   | 2   | +2  | 6   |
| 3   | Dragons de Rouen  | 3 | 1 | 0   | 0   | 2 | 8   | 11  | -3  | 3   |
| 4   | Bolzano Foxes     | 3 | 0 | 0   | 0   | 3 | 1   | 10  | -9  | 0   |

Statystyki
- Klasyfikacja strzelców:  Francois-Pierre Guenette (Rouen) - 3 gole[4]
- Klasyfikacja asystentów:  Julien Desrosiers (Rouen) - 5 asyst[5]
- Klasyfikacja kanadyjska:  Julien Desrosiers (Rouen) - 6 punktów[6]

Nagrody
W turnieju finałowym przyznano nagrody indywidualne:
- Najlepszy bramkarz turnieju:  Ján Laco (Donbas)
- Najlepszy obrońca turnieju:  Clay Wilson (Donbas)
- Najlepszy napastnik turnieju:  Julien Desrosiers (Rouen)